# Sandra Redlaff
Sandra Sylvia Redlaff, född 27 maj 1987 i Olofström , är en svensk skådespelare och sångerska.

## Biografi
Sandra Redlaff, som har polskt och engelskt ursprung, växte upp i Kristianstad där hon gick teaterlinjen vid Christian IV:s gymnasium. Hon fortsatte senare sin utbildning vid Skara Skolscen 2009–2011 och Teaterhögskolan i Malmö 2011–2014.
Redlaff har medverkat i ett flertal teater-, musik- och musikalproduktioner. På scenen har hon synts i uppsättningar som Stulna Juveler och Blodsbröder på Kulturhuset Stadsteatern, Den svenska apans 100 röda drömmar på Scenkonstbiennalen i Malmö samt Turteatern i Kärrtorp, Burning Woman och Kommunens dagar på Bryggeriteatern i Malmö, Bless och Det finns inga fattiga barn på Månteatern i Lund samt i Tolvskillingsoperan på Malmö stadsteater.
Hon har gjort musikaler som Cats, Oliver Twist och I hetaste laget på Kristianstads Stadsteater och har medverkat i film- och tv-produktioner som SVT:s Leif GW Persson-serie Den fjärde mannen (2014), BBC:s Wallander – The Troubled Man (2015), Origin (2016) och Innan vi dör (2017).

## Övrigt
Sandra Redlaff erhöll 2014 stipendium från Anders Sandrews Stiftelse och Familjen Gustaf Tobissons Stipendiefond.

## Filmografi (urval)
- 2011 – Filmen om Estrid (kortfilm)
- 2012 – Bröllopet (kortfilm)
- 2014 – Konsten att köra i 110 (kortfilm)
- 2015 – Nej tack! (kortfilm)
- 2014 – Den fjärde mannen (TV-serie)
- 2016 – Bieffekterna (långfilm)
- 2015 – Wallander – The Troubled Man (TV- serie)
- 2016 – Den enda vägen (långfilm)
- 2017 – Innan vi dör (TV-serie)
- 2019 – Innan vi dör (TV-serie)
- 2020 – Beck – Döden i Samarra (långfilm)
- 2023 – Sockerexperimentet (långfilm)

## Teater
| År   | Roll  | Produktion                                                 | Regi                   | Teater                                  |
| ---- | ----- | ---------------------------------------------------------- | ---------------------- | --------------------------------------- |
| 2006 |       | Lysistrate Aristofanes                                     | Bengt Larsson Heppling | Kulturhuset Barbacka                    |
| 2008 |       | En midsommarnattsdröm William Shakespeare                  |                        |                                         |
| 2008 |       | I hetaste laget                                            | Ola Hörling            | Kristianstads teater                    |
| 2009 |       | Oliver!                                                    | Ola Hörling            | Kristianstads teater                    |
| 2011 |       | Fanny och Alexander Ingmar Bergman                         | Ingemar Carlehed       | Skara Skolscen                          |
| 2012 |       | Cats Andrew Lloyd Webber                                   | Ola Hörling            | Kristianstads teater                    |
| 2012 |       | Richard III William Shakespeare                            | Birgitta Vallgårda     | Bryggeriteatern                         |
| 2013 |       | Stulna juveler                                             | Åsa Kalmér             | Stockholms Stadsteater                  |
| 2013 |       | Blodsbröder Willy Russell                                  | Alexander Öberg        | Stockholms Stadsteater                  |
| 2013 |       | Den svenska apans 100 röda drömmar Joakim Pirinen          | Nils Poletti           | Turteatern                              |
| 2013 |       | Att dö eller inte                                          | Christer Johansson     | Bryggeriteatern                         |
| 2014 |       | Kommunens dagar Bertolt Brecht                             | Richard Turpin         | Bryggeriteatern/ Stockholms stadsteater |
| 2014 |       | Burning Woman                                              | Linda Ritzén           | Bryggeriteatern                         |
| 2015 |       | Det finns inga fattiga barn                                | August Lindmark        | Månteatern                              |
| 2015 |       | Bless                                                      | Marie Parker Shaw      | Månteatern                              |
| 2015 |       | Den svenska apans 100 röda drömmar Joakim Pirinen          | Nils Poletti           | Turteatern                              |
| 2015 | Polly | Tolvskillingsoperan Bertolt Brecht och Kurt Weill          | Alexander Öberg        | Malmö stadsteater                       |
| 2016 |       | Bullets over Broadway                                      | Emma Bucht             | Göta Lejon                              |
| 2017 |       | Pastor Qvist                                               |                        | Marsvinsholmsteatern                    |
| 2017 |       | Den sjätte kontinenten                                     |                        | Teater Sagohuset                        |
| 2018 | Nille | Jeppe på berget Ludvig Holberg                             | Bengt Larsson Heppling | Spelplats Vinbäcken                     |
| 2019 |       | Egenmäktigt förfarande Lena Andersson, Karin Parrot-Jonzon | Moqi Simon Trolin      | Helsingborgs stadsteater                |
| 2021 |       | Tystnaden Ingmar Bergman                                   | Bush Moukarzel         | Göteborgs stadsteater                   |
| 2024 |       | Jussi Björn Runge                                          | Björn Runge            | Kulturhuset Stadsteatern                |